# Wörterbuch der ägyptischen Sprache
A Wörterbuch der ägyptischen Sprache (Az egyiptomi nyelv szótára) az egyiptomi nyelv legteljesebb nyomtatott szótára német nyelven, melybe készítői, Adolf Erman és Hermann Grapow a nyelv története minden szakaszának szókincsét igyekeztek összegyűjteni az óegyiptomitól a közép- és újegyiptomin át a görög-római kori feliratok nyelvezetével bezárólag. A szótár összeállítása 1897 és 1961 között folyt, főleg az akkor Porosz Tudományos Akadémia nevet viselő intézményben Berlinben, ezért a művet berlini szótárként is ismerik. Mintegy 16 000 szót tartalmaz. Öt kötetből, két kiegészítő kötetből és egy ötkötetes indexből áll.

## Külső hivatkozások
- Az I.–VI. kötet (PDF formátumban)
- Thesaurus Linguae Aegyptiae
- Brochure on the "Altägyptisches Wörterbuch" Archiválva 2012. június 10-i dátummal a Wayback Machine-ben from the Berlin-Brandenburgischen Akademie der Wissenschaften